# ۸۵ روش بستن کراوات
۸۵ روشِ بستنِ کراوات (انگلیسی: The 85 Ways to Tie a Tie) کتابی است از توماس فینک و یونگ مائو در مورد تاریخچه کراوات سنتی و کراوات مدرن و نحوه بستن هر کدام. این بر اساس دو مقاله ریاضی است که توسط نویسندگان در Nature و Physica A منتشر شده‌است، در حالی که آنها همکاران پژوهشی در آزمایشگاه دانشگاه کمبریج بودند. نویسندگان ثابت می‌کنند که با فرض اینکه کراوات و کراوات دارای اندازه معمولی باشند، دقیقاً ۸۵ روش برای بستن کراوات با استفاده از روش مرسوم پیچیدن انتهای پهن کراوات به دور انتهای باریک وجود دارد. آنها هر یک را توصیف می‌کنند و مواردی را برجسته می‌کنند که از نظر تاریخی قابل توجه یا زیباشناختی هستند.
این کتاب توسط فورث استیت در ۴ نوامبر ۱۹۹۹ منتشر شد و متعاقباً به ۹ زبان دیگر منتشر شد.
کتاب ۸۵ روشِ بستنِ کراوات، یک بررسی فرهنگی، تاریخی و ریاضی از کراوات و گره کراوات است. این کتاب توضیح می‌دهد که چگونه نویسندگان از نظر ریاضی ثابت کرده‌اند که در مجموع ۸۵ گره کراوات مجزا وجود دارد که بیشتر آنها قبلاً شناخته نشده بودند. این کتاب شامل گزارشی غیرمستقیم از مقالات ریاضی نویسندگان است که تمام گره‌های ممکن را که می‌توان با یک کراوات استاندارد گره زد، توضیح می‌دهد. این کتاب به ۱۰ زبان از جمله فرانسوی، آلمانی، مجارستانی، پرتغالی و ایتالیایی منتشر شده‌است.

## ریاضیات
کشف تمام راه‌های ممکن برای بستن کراوات به فرمول ریاضی عمل بستن کراوات بستگی دارد. نویسندگان در مقالات (که فنی هستند) و کتاب (که برای مخاطبان غیرعادی است، به غیر از یک ضمیمه) نشان می‌دهند که گره‌های کراوات معادل راه رفتن تصادفی مداوم روی یک شبکه مثلثی است، با محدودیت‌هایی در نحوه شروع پیاده‌روی و پایان؛ بنابراین شمارش گره‌های کراواتی از n حرکت معادل با شمارش راه رفتن از n مرحله است. تحمیل شرایط تقارن و تعادل باعث کاهش ۸۵ گره به ۱۳ گره زیبایی می‌شود.

## گره‌ها

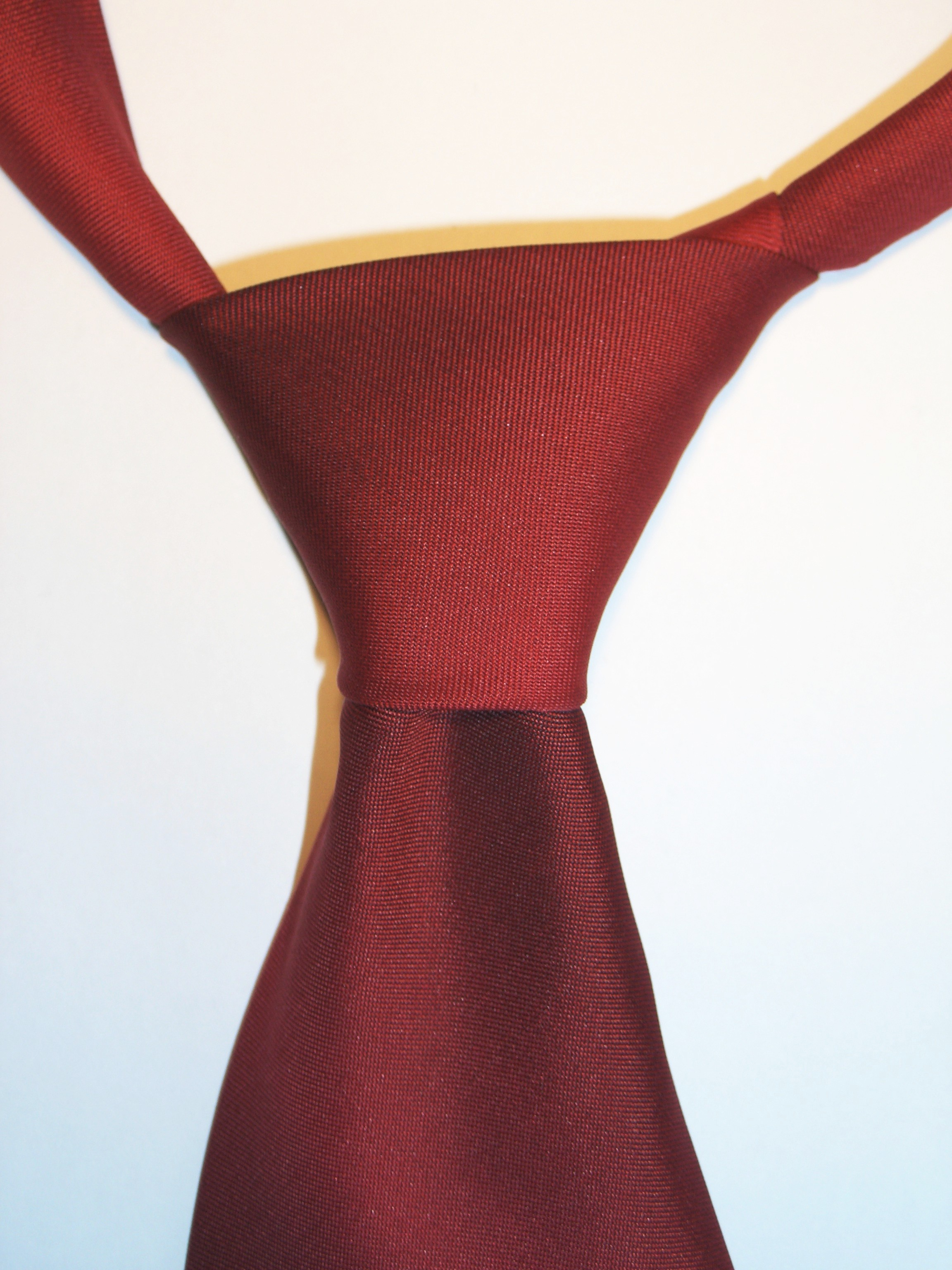
گره نیمه‌ویندسور

در طبقه‌بندی فینک و مائو، هر یک از ۸۵ گره کراوات متعلق به یک «کلاس» خاص است که با تعداد کل حرکت‌ها و تعداد حرکت‌های مرکزی آن تعریف می‌شود. به عنوان مثال، گره چهار در دست یک گره چهار حرکتی و یک مرکزی است، در حالی که نیمه ویندزور یک گره شش حرکتی و دو مرکزی است. گره‌هایی با حرکت‌های مرکزی کمتر، کمتر از یک سوم کل، باریک‌تر و کشیده‌تر به نظر می‌رسند، در حالی که گره‌هایی با حرکت‌های مرکزی بیشتر، پهن‌تر و چمباتمه‌تر به نظر می‌رسند. با توجه به ماهیت مثلثی گره‌های کراوات، تعداد حرکت‌های مرکز باید کمتر از نصف تعداد کل حرکت‌ها باشد.
در مجموع ۱۶ کلاس وجود دارد که از سه حرکت با یک مرکز تا ۹ حرکت با چهار مرکز متفاوت است، اما فقط کلاس‌هایی که در آنها نسبت حرکت‌های مرکزی به کل حرکت‌ها ۱:۶ یا بیشتر است، دارای گره زیبایی شناختی هستند که سه طبقه را حذف می‌کند.